# Гимназия имени С. В. Ковалевской (Великие Луки)
Гимназия имени С. В. Ковалевской (ранее школа № 3) — муниципальное образовательное учреждение в городе Великие Луки. Гимназия является одним из лидеров как в городе, так и в Псковской области, занимает первое место в области по региональному квалиметрическому мониторингу и ЕГЭ. Директор гимназии — Фомченкова Татьяна Александровна. По состоянию на 1 сентября 2011 года в гимназии обучается 590 детей.

## История
1 сентября 1958 года в городе Великие Луки появилась новая средняя школа № 3. В этот день в неё вошли 150 первоклассников, для которых прозвенел первый школьный звонок. Первым директором школы стала Юлия Александровна Долгова. Перемены, произошедшие в образовании с распадом Советского Союза, коснулись и школы № 3 — в 1991 году она стала гимназией. В 2006 году гимназии было присвоено имя Софьи Васильевны Ковалевской, память о которой чтят на Псковщине, так как детские годы будущая первая женщина-профессор в Европе, выдающийся математик Софья Ковалевская провела в имении своего отца в селе Полибино (ныне Великолукский район Псковской области). В последние годы гимназия добилась значительных успехов и заняла заметное место в образовательном пространстве города. Гимназия стала победителем в национальном проекте «Образование» (2008 год), победила в смотре-конкурсе муниципальных образовательных учреждений г. Великие Луки «Качество-2008», удостоена грамоты Администрации Псковской области «За высокое качество подготовки выпускников к Единому Государственному Экзамену» (2005 год), стала победителем Всероссийского конкурса общеобразовательных учреждений, внедряющих инновационные образовательные программы (2007 год).

## Новое здание
В 2010 году гимназию закрыли на капитальный ремонт. До этого он не проводился ни разу, а за 50 лет здание изрядно обветшало. Один год ученики гимназии учились в школе № 1 (с 1 по 4 класс) и в школе №2(с 5 по 11 классы в две смены). Проведение ремонта в одной из старейших городских школ приковало к себе внимание как учеников и родителей, так и коммунальщиков и чиновников от и образования. О ходе работ не раз писала местная пресса. Были опасения, что работы не будут закончены с срок, на директора и руководителя строительства посыпались обвинения.
Но опасения оказались напрасными, и 1 сентября 2011 года гимназия вновь начала работу. С некоторыми существенными недоделками! На торжественной линейке присутствовали члены законодательной и исполнительной власти — Губернатор Псковской области Турчак Андрей Анатольевич, глава администрации города Козловский Николай Николаевич — а также гости из управления образования.

## «С именем Ковалевской»
Присвоение гимназии имени Ковалевской было связано с перестройкой учебно-воспитательного процесса в гимназии и реализации программы «С именем Ковалевской». Вместе с музеем-заповедником «Полибино» и другими культурными и образовательными учреждениями гимназия проводила конференции, семинары для учащихся, другие мероприятия по сохранению и изучению наследия великого учёного. К 160-летию Софьи Васильевны была проведена первая в России интернет-олимпиада по математике среди девочек «С именем Ковалевской».
В 2011 году официальная делегация гимназии посетила школу имени Ковалевской в Вильнюсе.

## Директора школы
Ю. А. Долгова, Ф. И. Гусев, А. С. Ишора, Д. С. Буланьков, И. К. Николаев, Т. Е. Денисович, С. Д. Козлов, Т.А. Фомченкова

## Известные выпускники
- Людмила Алексеевна Чурсина — народная артистка СССР
- Евгений Эдуардович Михайлов — первый избранный губернатор Псковской области
- Владимир Степанович Никитин — депутат Государственной Думы, член фракции КПРФ